# 미야노 마모루

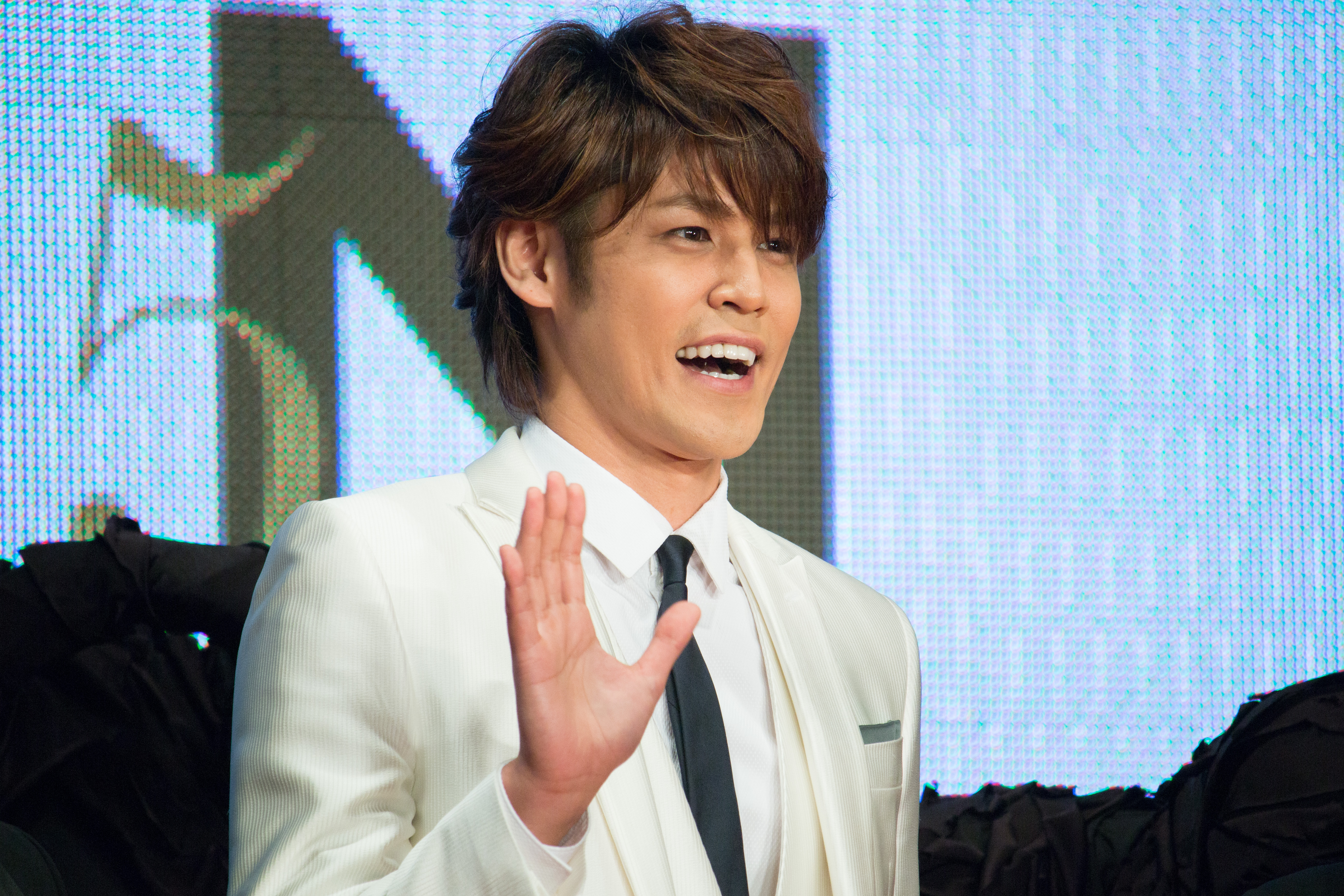
미야노 마모루

미야노 마모루(宮野 真守, 1983년 6월 8일 ~ )는 일본의 성우, 배우, 가수이다. 사이타마현 출신.

## 약력
- 7세 때부터 극단 히마와리에 소속되어 주로 무대 등지에서 활동.
- 각진 턱과 긴 팔다리 때문에 애니메이션 신세기 에반게리온에 등장하는 '에바 초호기'와 닮았다는 말을 듣는다.
- 2008년 12월 1일. 극단 히마와리 홈페이지를 통해 결혼사실을 발표. 상대자가 누구인가 아이의 성별은 밝히지 않음.
- 중학교, 고등학교 때에는 축구부에 소속했으며, 좋아하는 J리그 팀은 현지 사이타마현의 우라와 레드 다이아몬즈(줄여서 우라와 렛츠.)
- 고등학교 체육대회 때 핑크단의 단장을 맡아 핑크 레이디를 춘 적이 있음.

## 출연작
- 주역, 혹은 메인 캐릭터를 맡은 경우에는 붉은 글씨로 표기하였다.

### TV애니메이션
2002년
- 데빌 칠드런 (아키라)

2003년
- WOLF'S RAIN (키바)

2004년
- 학원앨리스 (노다 선생님)
- 유희왕 GX (아비도스 3세)

2005년
- 아이실드 21 (사쿠라바 하루토)
- 교향시편 에우레카 세븐 (문도기)
- 창궁의 파프너 Right of Left (마사오카 료)

2006년
- 오란고교 호스트부 (스오우 타마키)
- 데스노트 (야가미 라이토)
- 도키메키 메모리얼 Only Love (아오바 리쿠)

2007년
- 엘 카자도르 (L.A.)
- 강철삼국지 (육손)
- 크게 휘두르며 (나카자와 리오)
- 기동전사 건담00 (세츠나 F 세이에이)
- 드래고너트 더 레조넌스 (아심)

2008년
- 소울 이터 (데스・더・키드)
- 뱀파이어 기사 (키류 제로/이치루)
- 뱀파이어 기사 Guilty (키류 제로)
- 기동전사 건담00 세컨드 시즌 (세츠나 F 세이에이)
- 오늘부터 마왕! 제 3 시리즈 (폰 윈코트 경 델 키아슨)
- 월드 디스트럭션 (키리에 이르니스)
- 서양골동양과자점 ~안티크~ (칸다 에이지)
- 흑총-쿠로즈카 (쿠로)
- 백작과 요정 (율리시스)
- 스킵 비트! (후와 쇼)

2009년
- 이나즈마 일레븐2 (후부키 시로)
- 금색의 코르다 ~Secondo Passo~ (카지 아오이)
- 창천항로 (조조)
- 강철의 연금술사 BROTHERHOOD (린 야오)
- 쥬얼 펫 (타테와키 케이고)
- 극장판 울트라맨 울트라 은하결전 (울트라맨 제로)

2010년
- 듀라라라!! (키다 마사오미)
- 배신자는 내이름을 알고있다 (우스이 슈세이)
- 학원묵시록 (이고 히사시)
- 스타 드라이버 빛의 타쿠토 (츠나시 타쿠토)
- 포켓몬스터 베스트 위시스 (덴토)
- 극장판 울트라맨 제로  (울트라맨 제로)

2011년
- 너에게 닿기를 2nd Season (미우라 켄토(三浦 健人))
- 도그 데이즈 (신쿠 이즈미)
- Steins;Gate (오카베 린타로 / 호오인 쿄우마)
- 노래의 왕자님 진심 LOVE 1000% (이치노세 토키야)
- 치하야후루 (마시마 타이치)
- 도시락 전쟁 (카네시로 유우)

2012년
- 이누X보쿠 SS (나츠메 잔게)
- 도그 데이즈' (신쿠 이즈미)
- K (후시미 사루히코)
- 백곰 카페 (알파카 / 갈기호저)

2013년
- 노래의 왕자님 진심 LOVE 2000% (이치노세 토키야)
- Free! (마츠오카 린)
- 갓챠맨 크라우즈 (베르그 캇제)
- 카니발 (요기)

2014년
- 노부나가 더 풀 (오다 노부나가)
- 노부나가 콘체르토 (사부로)
- 도쿄구울 (츠키야마 슈)
- 월간순정 노자키군 (스즈키 사부로)
- 흑집사 3기 (조커)
- 메카쿠시티 액터즈 (코노하=코코노세 하루카=쿠로하)
- Free! Eternal Summer (마츠오카 린)

2015년
- 도쿄구울√A (츠키야마 슈)
- 노래의 왕자님 진심 LOVE 레볼루션즈 (이치노세 토키야)
- 암살교실 (아사노 가쿠슈)
- 원펀맨 (아마이 마스크)
- 극장판 울트라맨 긴가S 결전 울트라 10용사 (울트라맨 제로)
- 울트라맨 엑스 (울트라맨 제로)

2016
- 프린스 오브 스트라이드 얼터너티브 (스와 레이지)
- 아인 (나가이 케이)
- 문호 스트레이독스 (다자이 오사무)
- 유리!!! on ice (장 자크 르로와)
- DAYS (오시바 키이치)
- 노래의 왕자님 진심 LOVE 레전드스타 (이치노세 토키야)
- 극장판 울트라맨 엑스 떳다 우리들의 울트라맨 (울트라맨 제로)

2017
- 울트라맨 지드 (울트라맨 제로)
- 극장판 울트라맨 오브 인연의 힘 빌리겠습니다 (울트라맨 제로)

2018
- 좀비랜드 사가 (타츠미 코타로)
- 극장판 울트라맨 지드 이어져리 인연 (울트라맨 제로)
- Steins;Gate 0 (오카베 린타로 / 호오인 쿄우마)

2022
- 귀멸의 칼날 (도우마)

2023
- THE MARGINAL SERVICE - 브라이언 나이트레이더[10]
- PLUTO - 엡실론
- 귀멸의 칼날: 도공 마을편 - 도우마
- 불 사냥의 왕 - 타키미
- 언데드 걸 머더 파르스 - 아르센 뤼팽
- 오오쿠 - 마데노코우지 아리코토
- 좀100 ~좀비가 되기 전에 하고 싶은 100가지~ - 쇼
- 포켓몬스터 노려라 포켓몬 마스터 - 덴트
- 허구추리 Season2 - 사쿠라가와 쿠로

### 게임
- 백작과 요정 (유리시스)
- 스킵 비트! (후와 쇼)
- 라스트 스토리 (엘자)

2002년
- 킹덤하츠 (리쿠)

2004년
- 킹덤하츠 체인 오브 메모리즈 (리쿠, 리쿠 레플리카)

2005년
- 킹덤하츠II (리쿠)
- 서몬 나이트 크라프트 소드 이야기 ~시작의 돌~ (제이드)

2006년
- 에우레카 세븐 NEW VISION (문드기)
- 유희왕 듀얼 몬스터즈GX 태그 포스 (아비도스 3세)

2007년
- 드래곤 섀도우 스펠 (아마네 카이토, 슈키 아마네)
- 금색의 코르다2 (카지 아오이)
- 킹덤하츠II Final Mix (리쿠)
- 킹덤하츠 Re:체인 오브 메모리즈 (리쿠, 리쿠 레플리카)
- 오란고교 호스트부 (스오우 타마키)
- 바로크 (상급 천사)
- DEAR My SUN!! ~아들★육성★광소곡 (카구라 타츠요시)
- 금색의 코르다2 앵콜 (카지 아오이)
- ASH -ARCHAIC SEALED HEAT- (지카웬)
- 스타오션1 First Departure (라틱스 파렌스)

2008년
- LUX-PAIN (사이죠 아츠키)
- 기동전사 건담00 (세츠나 F 세이에이)
- 환상게임 주작이문 (타마호메)
- 꽃보다 남자 -사랑하라 여자- (하나자와 루이)
- 테일즈 오브 베스페리아 (플렌 시포)
- 디 그레이맨 주자의 자격 (챠오지 한)
- 소울 이터 모노톤 프린세스 (데스 더 키드)
- 슈퍼로봇대전Z (문드기)
- 월드 데스트럭션 ~이끌린 의사~ (키리에 일니스)
- 기동전사 건담00 건담 마이스터즈 (세츠나 F 세이에이)
- 소울 이터 메듀사의 음모 (데스 더 키드)
- 카라오케 JOYSOUND Wii (산)
- 기동전사 건담 vs 건담 (세츠나 F 세이에이, PSP용 게임)
- 기동전사 건담OO (세츠나 F 세이에이, DS용 게임)
- 기동전사 건담OO 건담 마이스터즈 (세츠나 F 세이에이, PSP용 게임)

2009년
- 뱀파이어 기사 DS (키류 제로)
- 소울 이터 배틀 레조넌스 (데스 더 키드)
- 금색의 코르다2 f (카지 아오이)
- 킹덤하츠 358/2 Days (리쿠)
- 킹덤하츠 코디드 (데이터 리쿠)
- Steins;Gate (오카베 린타로)
- 이나즈마 일레븐2 : 위협의 침략자 (후부키 시로)
- 기동전사 건담 vs 건담 NextPlus (세츠나 F 세이에이-퍼스트, 세컨드시즌-, PSP용 게임)

2010년
- 이나즈마 일레븐3 : 세계로의 도전 (후부키 시로)
- 킹덤하츠 리코디드 (데이터 리쿠)
- 킹덤하츠 Birth by Sleep (리쿠)
- Scared Rider XechS (키리사와 타쿠토)
- 엘소드 (레이븐)

2011년
- 라스트 스토리 (엘자)
- 제2차 슈퍼로봇대전 Z ~파계편~ (세츠나.F.세이에이)
- 너에게 닿기를 2기 (미우라 켄토)
- 슈타인즈 게이트 비역연리의 달링 - (오카베 린타로)

2012년
- 킹덤하츠 3D 드림 드랍 디스턴스 (리쿠)

### 극장판 애니메이션
- 스트레인저 무황인담 (2007) - (이누이 쥬로타)
- 테일즈 오브 베스페리아 (2009) - (플렌 시포)
- 극장판 문학소녀 (2010) - (사쿠라이 류토)
- 이나즈마 일레븐 : 최강군단 오우거의 습격 (2010) ─ (후부키 시로)
- 극장판 기동전사 건담 00 ~ A wakening of the Trailblazer ~ (2010) (세츠나 F 세이에이)
- 철권 : 블러드 벤젠스 (2011) - (카미야 신)
- 후세 : 말하지 못한 내 사랑 (2012) - (시노)
- 극장판 슈타인즈 게이트 : 부하영역의 데자뷰 (2012) - (오카베 린타로)
- 009 사이보그 (2012) - (사이보그 009/시마무라 죠)
- 괴물의 아이 (2015) - (이치로 히코)
- 쏘아올린 불꽃, 밑에서 볼까? 옆에서 볼까?(2017) - (유스케)
- 극장판 프리! 타임리스 메들리 - 인연 (2017) - (마츠오카 린)
- 극장판 프리! 타임리스 메들리 - 약속 (2017) - (마츠오카 린)
- 극장판 프리! - 테이크 유어 마크 - (2017) - (마츠오카 린)
- 블레임 (2017)
- 극장판 하이카라씨가 간다 전편 베니오, 꽃의 17세 (2017)
- 고질라: 괴수행성 (2017) - (사사키 하루오)
- 문호 스트레이독스 - 데드애플 (2018) - (다자이 오사무)
- 고질라: 결전기동증식도시 (2018)
- 극장판 하이카라씨가 간다 후편 꽃의 동경대 로망 (2018)
- 용과 주근깨 공주 (2021) - (타로 / 마루)

### 외화/드라마
- 주몽 (주몽(송일국))
- 선덕여왕 (김춘추(유승호))
- 신비한 동물사전 (뉴트 스캐맨더(에디 레드메인))

### 무대
- 언 럭키·데이즈 (노무라)
- 뮤지컬 테니스의 왕자님 (이시다 테츠&이즈미)